# Hjälp! Jag är en fisk
Hjälp! Jag är en fisk (danska: Hjælp! Jeg er en fisk) är en dansk animerad film från 2000. Med originalröster av bland annat Nis Bank-Mikkelsen, Dick Kaysø, Ulf Pilgaard, Paprika Steen, Søren Sætter-Lassen och Ghita Nørby. Filmen är regisserad av Michael Hegner och Stefan Fjeldmark, som också har skapat Hugo - djungeldjuret och Den fula ankungen och jag. Filmen blev den dittills dyraste animerade filmen i dansk filmhistoria, med en budget på 106 miljoner danska kronor.

## Handling
När Fly tar med sin lillasyster Stella och sin arroganta kusin Chuck och fiskar, hittar de ingången till den knasiga professor MacKrills laboratorium. Väl därinne demonstrerar professorn hur man blandar ihop fiskelixir. Oavsiktligt råkar Stella dricka av elixiret och förvandlas till en sjöstjärna, som Fly kastar i havet, ovetande att det är hans lillasyster. 
När sanningen dyker upp om vad som hänt den försvunna Stella, dricker Fly av elixiret och kastar sig själv i havet, och förvandlas till en fisk. När räddningsbåten kapsejsar i en storm, hamnar både Chuck och professor MacKrill i vattnet, och Chuck (som inte kan simma) räddar sig själv genom att dricka av elixiret och förvandlas till en manet.
I vattnet hamnar även motgiftet, som ska förvandla fiskarna till människor igen, i fenorna på den lömska lotsfisken Joe, som med dessa krafter börjar ta över havet. Nu måste Fly, Chuck och Stella hitta motgiftet, ta sig hem igen och bli människor inom 48 timmar, annars blir effekten av fiskelixiret permanent...

## Rollerna
| Roll               | Danska originalröster | Svenska röster        |
| ------------------ | --------------------- | --------------------- |
| Fly                | Sebastian Jessen      | Tin Carlsson          |
| Stella             | Pil Neja              | Rebecka Samuelsson    |
| Chuck              | Morten Kerrn Nielsen  | Johan Halldén         |
| Professor MacKrill | Søren Sætter-Lassen   | Jan Sjödin            |
| Joe                | Nis Bank-Mikkelsen    | Olof Lundström Orloff |
| Haj                | Dick Kaysø            | Allan Svensson        |
| Sasha              | Louise Fribo          | Louise Fribo          |
| Krabba             | Ulf Pilgaard          | Reine Brynolfsson     |
| Bill (pappan)      | Peter Gantzler        | Figge Norling         |
| Lisa (mamman)      | Paprika Steen         | Tova Norling          |
| Tant Anna          | Ghita Nørby           | Evabritt Strandberg   |
| Busschaufför       | Zlatko Buric          | Torsten Wahlund       |

- Svensk översättning och röstregi – Doreen Denning
- Svenska sångtexter – Myrra Malmberg
- Inspelningstekniker – Jesper Eriksson, Gabriel Melin
- Producent – Hans-Henrik Engström
- Svensk version producerad av Pangljud[8][9][10]